# Lancia similis
Lancia similis là một loài bướm đêm trong họ Crambidae.